# Danh sách tiểu hành tinh: 17201–17300
| Tên                | Tên đầu tiên | Ngày phát hiện       | Nơi phát hiện                      | Người phát hiện                                        |
| ------------------ | ------------ | -------------------- | ---------------------------------- | ------------------------------------------------------ |
| 17201 Matjazhumar  | 2000 AJ58    | 4 tháng 1 năm 2000   | Socorro                            | LINEAR                                                 |
| 17202 -            | 2000 AJ64    | 4 tháng 1 năm 2000   | Socorro                            | LINEAR                                                 |
| 17203 -            | 2000 AM64    | 4 tháng 1 năm 2000   | Socorro                            | LINEAR                                                 |
| 17204 -            | 2000 AR75    | 5 tháng 1 năm 2000   | Socorro                            | LINEAR                                                 |
| 17205 -            | 2000 AM105   | 5 tháng 1 năm 2000   | Socorro                            | LINEAR                                                 |
| 17206 -            | 2000 AJ125   | 5 tháng 1 năm 2000   | Socorro                            | LINEAR                                                 |
| 17207 -            | 2000 AW126   | 5 tháng 1 năm 2000   | Socorro                            | LINEAR                                                 |
| 17208 Pokrovska    | 2000 AH130   | 5 tháng 1 năm 2000   | Socorro                            | LINEAR                                                 |
| 17209 -            | 2000 AH148   | 5 tháng 1 năm 2000   | Socorro                            | LINEAR                                                 |
| 17210 -            | 2000 AY172   | 7 tháng 1 năm 2000   | Socorro                            | LINEAR                                                 |
| 17211 Brianfisher  | 2000 AY174   | 7 tháng 1 năm 2000   | Socorro                            | LINEAR                                                 |
| 17212 -            | 2000 AV183   | 7 tháng 1 năm 2000   | Socorro                            | LINEAR                                                 |
| 17213 -            | 2000 AF186   | 8 tháng 1 năm 2000   | Socorro                            | LINEAR                                                 |
| 17214 -            | 2000 AR189   | 8 tháng 1 năm 2000   | Socorro                            | LINEAR                                                 |
| 17215 Slivan       | 2000 AG238   | 6 tháng 1 năm 2000   | Anderson Mesa                      | LONEOS                                                 |
| 17216 Scottstuart  | 2000 AK243   | 7 tháng 1 năm 2000   | Anderson Mesa                      | LONEOS                                                 |
| 17217 -            | 2000 AR243   | 7 tháng 1 năm 2000   | Socorro                            | LINEAR                                                 |
| 17218 -            | 2000 BV16    | 30 tháng 1 năm 2000  | Socorro                            | LINEAR                                                 |
| 17219 -            | 2000 CV      | 1 tháng 2 năm 2000   | Catalina                           | CSS                                                    |
| 17220 Johnpenna    | 2000 CX26    | 2 tháng 2 năm 2000   | Socorro                            | LINEAR                                                 |
| 17221 -            | 2000 CZ28    | 2 tháng 2 năm 2000   | Socorro                            | LINEAR                                                 |
| 17222 Perlmutter   | 2000 CU44    | 2 tháng 2 năm 2000   | Socorro                            | LINEAR                                                 |
| 17223 -            | 2000 CX56    | 5 tháng 2 năm 2000   | Socorro                            | LINEAR                                                 |
| 17224 Randoross    | 2000 CP58    | 5 tháng 2 năm 2000   | Socorro                            | LINEAR                                                 |
| 17225 Alanschorn   | 2000 CS60    | 2 tháng 2 năm 2000   | Socorro                            | LINEAR                                                 |
| 17226 -            | 2000 CC76    | 8 tháng 2 năm 2000   | Socorro                            | LINEAR                                                 |
| 17227 -            | 2000 CW80    | 11 tháng 2 năm 2000  | Tebbutt                            | F. B. Zoltowski                                        |
| 17228 -            | 2000 CJ94    | 8 tháng 2 năm 2000   | Socorro                            | LINEAR                                                 |
| 17229 -            | 2000 CR97    | 13 tháng 2 năm 2000  | Đài thiên văn Zvjezdarnica Višnjan | K. Korlević                                            |
| 17230 -            | 2000 CX116   | 3 tháng 2 năm 2000   | Socorro                            | LINEAR                                                 |
| 17231 -            | 2000 CB122   | 3 tháng 2 năm 2000   | Socorro                            | LINEAR                                                 |
| 17232 -            | 2000 DE3     | 27 tháng 2 năm 2000  | Oizumi                             | T. Kobayashi                                           |
| 17233 Stanshapiro  | 2000 DU58    | 29 tháng 2 năm 2000  | Socorro                            | LINEAR                                                 |
| 17234 -            | 2000 EL11    | 4 tháng 3 năm 2000   | Socorro                            | LINEAR                                                 |
| 17235 -            | 2000 EC29    | 4 tháng 3 năm 2000   | Socorro                            | LINEAR                                                 |
| 17236 -            | 2000 EK45    | 9 tháng 3 năm 2000   | Socorro                            | LINEAR                                                 |
| 17237 -            | 2000 EC50    | 7 tháng 3 năm 2000   | Đài thiên văn Zvjezdarnica Višnjan | K. Korlević                                            |
| 17238 -            | 2000 EP56    | 8 tháng 3 năm 2000   | Socorro                            | LINEAR                                                 |
| 17239 -            | 2000 EH95    | 9 tháng 3 năm 2000   | Socorro                            | LINEAR                                                 |
| 17240 Gletorrence  | 2000 EK95    | 9 tháng 3 năm 2000   | Socorro                            | LINEAR                                                 |
| 17241 Wooden       | 2000 EM126   | 11 tháng 3 năm 2000  | Anderson Mesa                      | LONEOS                                                 |
| 17242 Leslieyoung  | 2000 EX130   | 11 tháng 3 năm 2000  | Anderson Mesa                      | LONEOS                                                 |
| 17243 -            | 2000 FX35    | 29 tháng 3 năm 2000  | Socorro                            | LINEAR                                                 |
| 17244 -            | 2000 FF50    | 28 tháng 3 năm 2000  | Kvistaberg                         | Uppsala-DLR Asteroid Survey                            |
| 17245 -            | 2000 GS42    | 5 tháng 4 năm 2000   | Socorro                            | LINEAR                                                 |
| 17246 -            | 2000 GL74    | 5 tháng 4 năm 2000   | Socorro                            | LINEAR                                                 |
| 17247 Vanverst     | 2000 GG105   | 7 tháng 4 năm 2000   | Socorro                            | LINEAR                                                 |
| 17248 -            | 2000 GC107   | 7 tháng 4 năm 2000   | Socorro                            | LINEAR                                                 |
| 17249 Eliotyoung   | 2000 GM110   | 2 tháng 4 năm 2000   | Anderson Mesa                      | LONEOS                                                 |
| 17250 Genelucas    | 2000 GW122   | 11 tháng 4 năm 2000  | Fountain Hills                     | C. W. Juels                                            |
| 17251 Vondracek    | 2000 GA127   | 7 tháng 4 năm 2000   | Socorro                            | LINEAR                                                 |
| 17252 -            | 2000 GJ127   | 7 tháng 4 năm 2000   | Socorro                            | LINEAR                                                 |
| 17253 Vonsecker    | 2000 GW136   | 12 tháng 4 năm 2000  | Socorro                            | LINEAR                                                 |
| 17254 -            | 2000 GG137   | 12 tháng 4 năm 2000  | Socorro                            | LINEAR                                                 |
| 17255 -            | 2000 GS163   | 11 tháng 4 năm 2000  | Kitt Peak                          | Spacewatch                                             |
| 17256 -            | 2000 HZ22    | 30 tháng 4 năm 2000  | Socorro                            | LINEAR                                                 |
| 17257 Strazzulla   | 2000 HM25    | 26 tháng 4 năm 2000  | Anderson Mesa                      | LONEOS                                                 |
| 17258 Whalen       | 2000 HK90    | 29 tháng 4 năm 2000  | Socorro                            | LINEAR                                                 |
| 17259 -            | 2000 JE1     | 2 tháng 5 năm 2000   | Socorro                            | LINEAR                                                 |
| 17260 -            | 2000 JQ58    | 6 tháng 5 năm 2000   | Socorro                            | LINEAR                                                 |
| 17261 -            | 2000 JB62    | 7 tháng 5 năm 2000   | Socorro                            | LINEAR                                                 |
| 17262 Winokur      | 2000 JS62    | 9 tháng 5 năm 2000   | Socorro                            | LINEAR                                                 |
| 17263 -            | 2000 JL65    | 5 tháng 5 năm 2000   | Socorro                            | LINEAR                                                 |
| 17264 -            | 2000 JM66    | 6 tháng 5 năm 2000   | Socorro                            | LINEAR                                                 |
| 17265 Debennett    | 2000 JP83    | 6 tháng 5 năm 2000   | Socorro                            | LINEAR                                                 |
| 17266 -            | 2000 KT6     | 27 tháng 5 năm 2000  | Socorro                            | LINEAR                                                 |
| 17267 -            | 2000 KY48    | 28 tháng 5 năm 2000  | Kitt Peak                          | Spacewatch                                             |
| 17268 -            | 2000 KZ50    | 29 tháng 5 năm 2000  | Socorro                            | LINEAR                                                 |
| 17269 Dicksmith    | 2000 LN1     | 3 tháng 6 năm 2000   | Reedy Creek                        | J. Broughton                                           |
| 17270 -            | 2000 LB2     | 4 tháng 6 năm 2000   | Reedy Creek                        | J. Broughton                                           |
| 17271 -            | 2000 LL2     | 4 tháng 6 năm 2000   | Socorro                            | LINEAR                                                 |
| 17272 -            | 2000 LU4     | 5 tháng 6 năm 2000   | Socorro                            | LINEAR                                                 |
| 17273 Karnik       | 2000 LD13    | 5 tháng 6 năm 2000   | Socorro                            | LINEAR                                                 |
| 17274 -            | 2000 LC16    | 7 tháng 6 năm 2000   | Socorro                            | LINEAR                                                 |
| 17275 -            | 2000 LX19    | 8 tháng 6 năm 2000   | Socorro                            | LINEAR                                                 |
| 17276 -            | 2000 LU22    | 4 tháng 6 năm 2000   | Haleakala                          | NEAT                                                   |
| 17277 Jarrydlevine | 2000 LP25    | 7 tháng 6 năm 2000   | Socorro                            | LINEAR                                                 |
| 17278 Viggh        | 2000 LK27    | 6 tháng 6 năm 2000   | Anderson Mesa                      | LONEOS                                                 |
| 17279 Jeniferevans | 2000 LX27    | 6 tháng 6 năm 2000   | Anderson Mesa                      | LONEOS                                                 |
| 17280 Shelly       | 2000 LK28    | 6 tháng 6 năm 2000   | Anderson Mesa                      | LONEOS                                                 |
| 17281 Mattblythe   | 2000 LV28    | 6 tháng 6 năm 2000   | Anderson Mesa                      | LONEOS                                                 |
| 17282 -            | 2000 LS34    | 3 tháng 6 năm 2000   | Kitt Peak                          | Spacewatch                                             |
| 17283 Ustinov      | 2000 MB1     | 24 tháng 6 năm 2000  | Reedy Creek                        | J. Broughton                                           |
| 17284 -            | 2000 MJ5     | 26 tháng 6 năm 2000  | Socorro                            | LINEAR                                                 |
| 17285 Bezout       | 2000 NU      | 3 tháng 7 năm 2000   | Prescott                           | P. G. Comba                                            |
| 17286 Bisei        | 2000 NB6     | 8 tháng 7 năm 2000   | Bisei SG Center                    | BATTeRS                                                |
| 17287 -            | 2000 NP10    | 7 tháng 7 năm 2000   | Socorro                            | LINEAR                                                 |
| 17288 -            | 2000 NZ10    | 10 tháng 7 năm 2000  | Valinhos                           | P. R. Holvorcem                                        |
| 17289 -            | 2037 P-L     | 24 tháng 9 năm 1960  | Palomar                            | C. J. van Houten, I. van Houten-Groeneveld, T. Gehrels |
| 17290 -            | 2060 P-L     | 24 tháng 9 năm 1960  | Palomar                            | C. J. van Houten, I. van Houten-Groeneveld, T. Gehrels |
| 17291 -            | 2547 P-L     | 24 tháng 9 năm 1960  | Palomar                            | C. J. van Houten, I. van Houten-Groeneveld, T. Gehrels |
| 17292 -            | 2656 P-L     | 24 tháng 9 năm 1960  | Palomar                            | C. J. van Houten, I. van Houten-Groeneveld, T. Gehrels |
| 17293 -            | 2743 P-L     | 24 tháng 9 năm 1960  | Palomar                            | C. J. van Houten, I. van Houten-Groeneveld, T. Gehrels |
| 17294 -            | 2787 P-L     | 16 tháng 9 năm 1960  | Palomar                            | C. J. van Houten, I. van Houten-Groeneveld, T. Gehrels |
| 17295 -            | 2827 P-L     | 24 tháng 9 năm 1960  | Palomar                            | C. J. van Houten, I. van Houten-Groeneveld, T. Gehrels |
| 17296 -            | 3541 P-L     | 17 tháng 10 năm 1960 | Palomar                            | C. J. van Houten, I. van Houten-Groeneveld, T. Gehrels |
| 17297 -            | 3560 P-L     | 22 tháng 10 năm 1960 | Palomar                            | C. J. van Houten, I. van Houten-Groeneveld, T. Gehrels |
| 17298 -            | 4031 P-L     | 24 tháng 9 năm 1960  | Palomar                            | C. J. van Houten, I. van Houten-Groeneveld, T. Gehrels |
| 17299 -            | 4168 P-L     | 24 tháng 9 năm 1960  | Palomar                            | C. J. van Houten, I. van Houten-Groeneveld, T. Gehrels |
| 17300 -            | 4321 P-L     | 24 tháng 9 năm 1960  | Palomar                            | C. J. van Houten, I. van Houten-Groeneveld, T. Gehrels |